# Isogramma
Un isogramma è una parola composta di lettere le quali ricorrono tutte lo stesso numero di volte. L'isogramma più lungo in italiano è prosciugante.

## Utilizzi
Gli isogrammi possono essere utili come chiavi di cifratura dato che la corrispondenza fra lettere è univoca. Isogrammi di 10 lettere, per esempio PATHFINDER, DUMBWAITER o BLACKHORSE, possono essere utilizzate da venditori di beni il cui prezzo può essere negoziato, come macchine usate, gioielli e antichità.
Per esempio le cifre decimali possono essere mappate secondo questo schema:
| P | A | T | H | F | I | N | D | E | R |
| - | - | - | - | - | - | - | - | - | - |
| 1 | 2 | 3 | 4 | 5 | 6 | 7 | 8 | 9 | 0 |

Ammettiamo che il prezzo indicato fosse 1200 € ma nel cartellino ci fossero anche le lettere FRR, il venditore saprebbe che il prezzo originale era 500 € in modo da non scendere sotto quella soglia.
Un isogramma di 12 lettere si può usare per mappare i mesi dell'anno.